# Ošvenčios upė ir jos slėniai
Ošvenčios upė ir jos slėniai este o arie protejată (sit de importanță comunitară — SCI) din Lituania întinsă pe o suprafață de 432 ha, integral pe uscat.

## Localizare
Centrul sitului Ošvenčios upė ir jos slėniai este situat la coordonatele 54°39′43″N 24°02′38″E / 54.6619°N 24.0439°E.

## Înființare
Situl Ošvenčios upė ir jos slėniai a fost declarat sit de importanță comunitară în iunie 2005 pentru a proteja un număr necunoscut de specii din flora spontană și fauna sălbatică aflate în arealul zonei.

## Biodiversitate
Situată în ecoregiunea boreală, aria protejată conține 5 habitate naturale: Vegetație psamofilă uscată cu pășuni deschise de Corynephorus și Agrostis, Taiga vestică, Păduri fino-scandinave bogate în ierburi cu Picea abies, Păduri de stejar sau de stejar și carpen sub-atlantice și medio-europene de Carpinion betuli, Păduri aluvionare cu Alnus glutinosa și Fraxinus excelsior (Alno-Padion, Alnion incanae, Salicion albae).
La baza desemnării sitului se află un număr nedeclarat de specii protejate.